# Conrad Vernon
Conrad Vernon, född 11 juli 1968 i Lubbock, Texas, är en amerikansk regissör, manusförfattare och röstskådespelare.

## Filmografi - skådespelare
- 2005 – Madagaskar
- 2007 – Shrek den tredje
- 2007 – Bee Movie
- 2008 – Madagaskar 2
- 2009 – Monsters vs Aliens
- 2012 – Madagaskar 3
- 2016 – Sausage Party
- 2017 – Baby-bossen
- 2017 – The Emoji Movie
- 2019 – Familjen Addams
- 2021 – Familjen Addams 2